# 1889 au Canada
Pour un article plus général, voir Chronologie du Canada.
Cet article traite des événements qui se sont produits durant l'année 1889 au Canada.

## Événements
- 16 mai : incendie au Quartier Saint-Sauveur (Québec).
- 19 septembre : un éboulement rocheux tue quarante-cinq personnes à Québec.

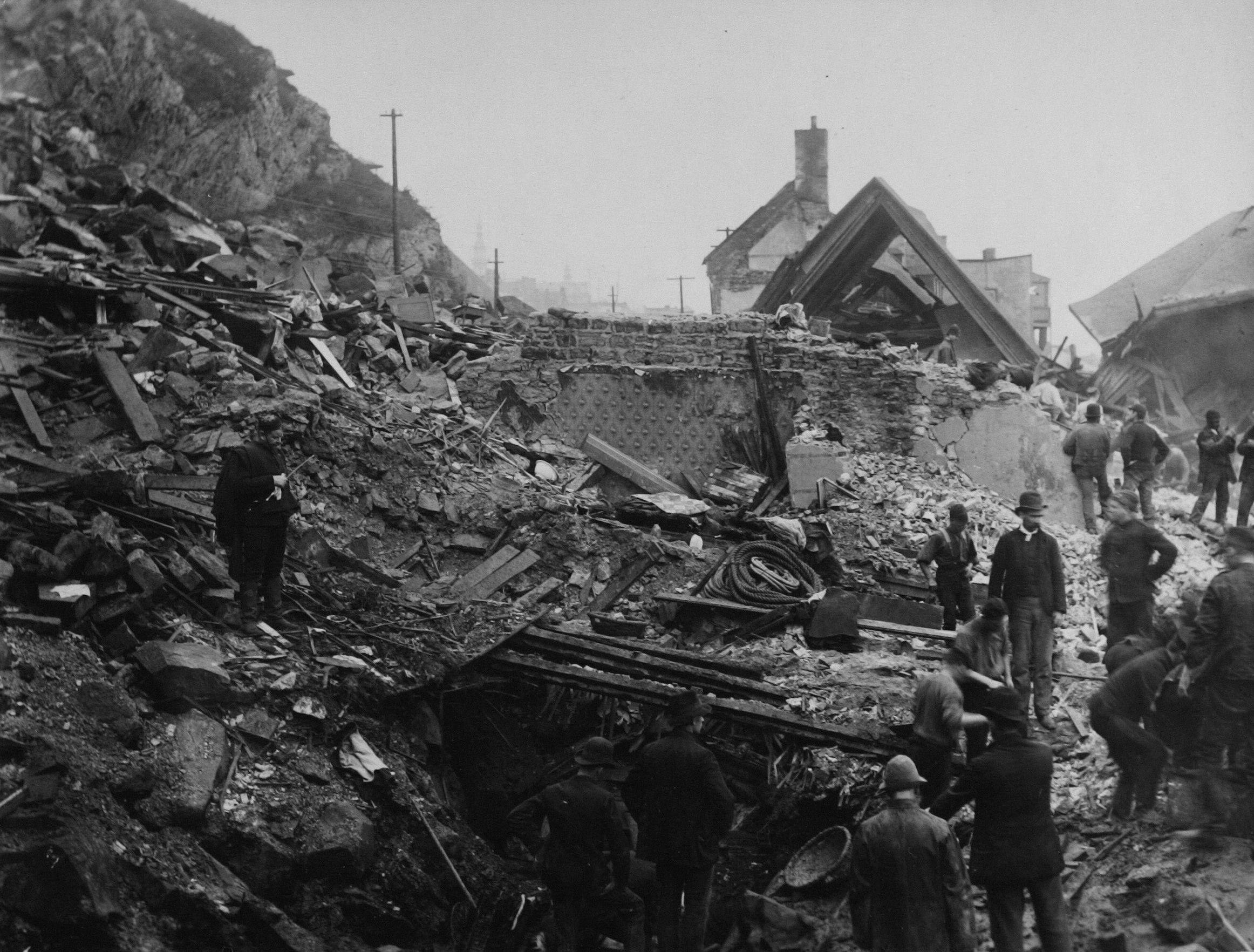
La rue Champlain, à Québec, au lendemain de l'éboulement rocheux du cap Diamant du 19 septembre.

### Politique
- 2 août : John Robson devient premier ministre de Colombie-Britannique.
- Novembre : Neil McLeod devient premier ministre de l'Île-du-Prince-Édouard, remplaçant William Wilfred Sullivan.

### Justice
- 21 avril : arrestation de Donald Morrison pour s'en être pris à un shérif.
- La Cour suprême du Canada s'installe dans son premier édifice.

### Sport
- Louis Rubenstein est champion nord américain de patinage artistique pour la deuxième année consécutive.

### Économie
- Les conclusions de la Commission royale d'enquête sur le capital et le travail sont déposées.

### Culture
- Dernière édition du Carnaval d'hiver de Montréal.
- Ernest Lavigne crée à Montréal le Parc Sohmer, où de nombreux concerts auront lieu.

### Religion
- 28 décembre : le diocèse catholique de Kingston devient archidiocèse.
- Construction de la Chapelle Notre-Dame du Sacré-Cœur attenante à la Basilique Notre-Dame de Montréal.

## Naissances
- 9 juillet : Léo Dandurand, propriétaire de club sportif.
- 13 août : Camillien Houde, maire de Montréal.
- 13 octobre : Douglass Dumbrille, acteur.
- 28 octobre : Juliette Béliveau, actrice.
- 4 décembre : Leslie Gordon Bell, homme politique.

## Décès
- 9 avril : Andrew Charles Elliott, premier ministre de la Colombie-Britannique.
- 8 mai : Jean-Baptiste-Zacharie Bolduc, missionnaire.
- 5 juin : John Hamilton Gray, premier ministre de la colonie du Nouveau-Brunswick et père de la confédération.
- 5 juillet : John Norquay, premier ministre du Manitoba.
- 14 juillet : Antoine-Sébastien Falardeau, artiste peintre.
- 1er août : Alexander Edmund Batson Davie, premier ministre de la Colombie-Britannique alors qu'il était en fonction.
- 5 septembre : Louis-Victor Sicotte, politicien.
- 13 septembre : Henry Joseph Clarke, premier ministre du Manitoba.
- 28 octobre : Alexander Morris, lieutenant-gouverneur du Manitoba.